# سینگراجا
سینگراجا (اندونزیایی: Singaraja) شهری در استان بالی کشور اندونزی است. جمعیت این شهر بر اساس سرشماری سال ۱۹۹۰ میلادی، ۷۵٫۳۳۶ نفر و بر اساس سرشماری سال ۲۰۰۰ میلادی، ۱۱۱٫۹۶۹ بوده که در سال ۲۰۰۷ میلادی به ۱۴۳٫۵۸۳ نفر افزایش یافته‌است.